# Riluzol
Riluzol (Handelsname Rilutek®) ist ein Arzneistoff, der zur Behandlung der amyotrophen Lateralsklerose (ALS) angewandt wird. Er verlängert bei dieser Krankheit die Überlebensdauer der Patienten. Basierend auf zwei Studien hat die Food and Drug Administration (FDA) Riluzol 1995 zur Behandlung der ALS zugelassen. In diesen zwei Studien konnte ein Überlebensvorteil von 2–3 Monaten gezeigt werden. Real World Evidence (RWE) Datenbanken deuten auf eine noch größere Verbesserung hin, mit Überlebensvorteilen von 6–21 Monaten. Die Leitlinien der American Academy of Neurology (AAN) und der European Federation of Neurological Societies (EFNS) empfehlen die Anwendung von Riluzol direkt nach der Diagnosestellung von ALS.
Die empfohlene Tagesdosis beträgt 2 × täglich 50 mg, entweder 1 Stunde vor oder 2 Stunden nach dem Essen. Fettreiche Nahrung verringert die Absorption von Riluzol. Die maximale Plasmakonzentration kann dadurch um 45 % geringer ausfallen.
Als Nebenwirkungen treten am häufigsten Übelkeit und Asthenie sowie erhöhte Serumkonzentrationen der Alanin-Aminotransferase auf. Relativ häufig auftretende Nebenwirkungen können zudem sein: Kopfschmerzen, Schläfrigkeit, orale Parästhesien, Benommenheit, Bauchschmerzen, Tachykardie, Durchfall, Erbrechen und Schmerzen.
Riluzol ist in verschiedenen Darreichungsformen verfügbar: als Filmtablette (Handelsname Rilutek®), als Suspension (Handelsname Teglutik®) und als Schmelzfilm (Handelsname Emylif®).
Die Riluzol-Filmtabletten sind in Deutschland seit 2012 generisch verfügbar. ALS-Patienten leiden im Verlauf ihrer Erkrankung sehr oft an Schluckstörungen, was sie dazu verleitet die Tabletten häufig zu zerkleinern oder zu mörsern. Das Mörsern kann aber zu einem Verlust des Pulvers und der damit verbundenen aktiven Substanz führen.
Zudem liegen keine Untersuchungen zur Resorption des Arzneistoffes nach Mörsern und Suspendieren vor. Daher ist nur eine theoretische Aussage basierend auf der Galenik möglich (off-label).
Für Patienten mit Schluckstörungen ist Riluzol als flüssige Formulierung in Form einer Suspension in Europa seit Oktober 2016 erhältlich (Teglutik®). Es kann oral oder über eine perkutane endoskopische Gastrostomie-Sonde (PEG) verabreicht werden. 2 × täglich 10 ml Suspension entsprechen 100 mg Riluzol.
Seit September 2023 ist Riluzol in Deutschland zudem in Form eines Schmelzfilmes für Patienten mit und ohne Schluckstörungen erhältlich (Emylif®) und kann von Beginn an der Diagnosestellung einer ALS verabreicht werden.
In zwei Studien konnte gezeigt werden, dass der Riluzol-Schmelzfilm (ROF) bioäquivalent zu Rilutek® ist. Der Film wird auf die Zunge gelegt, dort löst er sich innerhalb von ca. 2,5 Minuten auf und wird über den Speichel aufgenommen und abtransportiert. Die Aufnahme ist unabhängig von Nahrung und Wasser. Es bedarf keiner zusätzlichen Flüssigkeit, um ihn aufzulösen und abzuschlucken, was die Aspirationsgefahr deutlich mindert.
Analog zur Tablette wird täglich im Abstand von 12 Stunden jeweils ein Schmelzfilm eingenommen, was einer Tagesdosis von 100 mg Riluzol entspricht.
Riluzol wurde zudem für die Anwendung bei Angsterkrankungen untersucht, eine Wirksamkeit ist nicht belegt.

## Pharmakologische Eigenschaften
Die chemische Substanz gehört zur Gruppe der Benzothiazole.
Riluzol ist ein Natriumkanal-Blocker und schwächt die Wirkungen des Neurotransmitters Glutamat ab. Es wurde als Antiepileptikum entwickelt. Der exakte Wirkmechanismus ist allerdings unbekannt.
Das pharmakokinetische Profil von Riluzol ist dosisabhängig mit linearem Anstieg der Plasmakonzentration.
Der Steady-State wird in weniger als fünf Tagen erreicht. Riluzol wird nach oraler Verabreichung rasch resorbiert, wobei maximale Plasmakonzentrationen innerhalb von 60 bis 90 Minuten auftreten. Riluzol verteilt sich im gesamten Körper und passiert nachweislich die Blut-Hirn-Schranke.
Es ist zu etwa 97 % proteingebunden und bindet hauptsächlich an Serumalbumin und Lipoproteine. Das Arzneimittel wird durch Cytochrom P450 und anschließende Glucuronidierung weitgehend metabolisiert. Die Eliminationshalbwertszeit beträgt 9 bis 15 Stunden.
Riluzol wird hauptsächlich über den Urin ausgeschieden.